# Uromunna phillipi
Uromunna phillipi är en kräftdjursart som beskrevs av Gary C.B. Poore 1984A. Uromunna phillipi ingår i släktet Uromunna och familjen Munnidae. Inga underarter finns listade i Catalogue of Life.